# Haus Ingenraedt

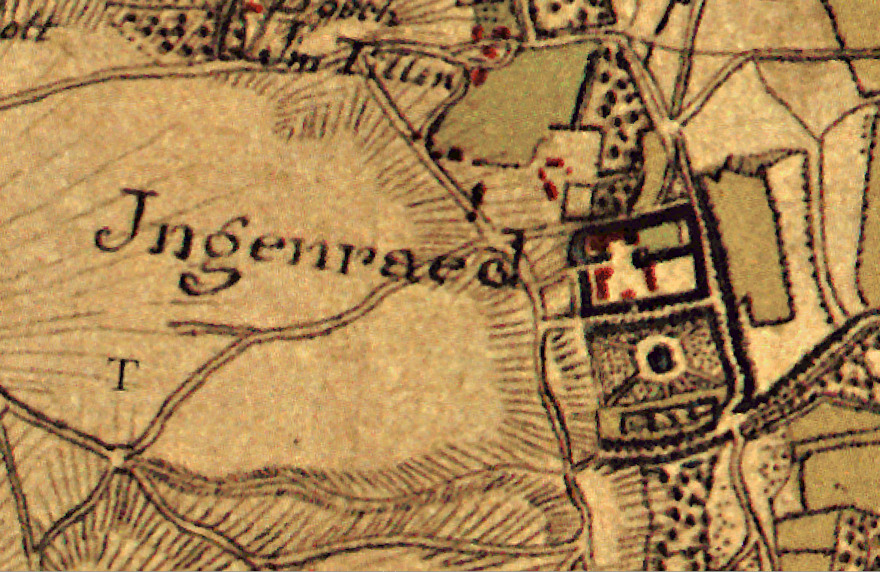
Haus Ingenraedt auf der Tranchotkarte

Das Haus Ingenraedt, seltener auch Ingenrath geschrieben, ist ein Wasserschloss im Wachtendonker Ortsteil Wankum in einem kleinen Waldgebiet etwa zwei Kilometer nordwestliche des Ortskerns. Das ehemalige Rittergut steht am Rande der Niersniederung am linken Ufer des Flusses und gehört zu den ältesten Häusern am Niederrhein. Der Name Ingenraedt bedeutet „in der Rodung“.
Seit dem späten Mittelalter war das Anwesen als geldrisches Lehen im Besitz der Familie Hertefeld, von der es durch Heirat an die von Bocholtz kam. Im Jahr 1627 durch die Familie de Haen vollständig neu gebaut, wurde das Haus nachfolgend immer über die Heirat von Töchtern an neue Besitzer gebracht, bis es schließlich 1932 Angehörige der Familie von Loë bezogen. Heute ist es Sitz der Jagdschule Niederrhein, die vom Eigentümer des Hauses, Felix Freiherr von Loë, geleitet wird. Zudem können Räume des Hauses für Trauungen und private Feiern angemietet werden.

## Geschichte
Schon in einer Steuerliste des Jahres 1369 wird ein Deric in den Rade genannt, es ist aber fragwürdig, ob es zu jener Zeit auch schon ein festes Haus am heutigen Ort gab. Die erste urkundliche Erwähnung des Hauses Ingenraedt datiert in das Jahr 1402, als „Huis ende Hoff“ (Haus und Hof) im Amt Krickenbeck als geldrisches Lehen im Besitz des Gerhard Ingen Raide aufgeführt werden. 1424 folgte Heinrich von Hertefeld als Lehnsnehmer, und diesem 1434 sein Sohn Johan von Hertefeld. Als Johans Witwe Agnes den Besitz 1441 unter ihren Kindern aufteilte, ging Haus Ingenraedt an ihren gleichnamigen Sohn. Die Mutter behielt sich aber das Nießbrauchrecht unter anderem an einem halben Taubenhaus („halue dueffhues“) vor.
Johan vererbte den Besitz an seine Tochter Lysbeth, die mit Wilhelm von Bocholtz verheiratet war und im Jahr 1473 mit Ingenraedt belehnt wurde. Von Arnt, dem Urenkel Lysbeths, kam das Anwesen über dessen Tochter Sophia an die Familie ihres Ehemanns Werner Hundt zu Nuvenhoff. Unter ihm als Besitzer hatte Ingenraedt vorerst das letzte Mal den Status eines Ritterguts. Die drei Töchter des Paars, Margaretha, Elisabeth und Agnes, verkauften das Haus am 26. März 1626 an den geldrischen Rat Arnold de Haen und dessen Bruder, den geldrischen Rentmeister Martin. Der Kaufvertrag vermerkt, dass das Anwesen zu jener Zeit baufällig und zum Teil schon eingestürzt war („ingevallen ende de reste ganz bouvellig end ruyneux“).
Die Brüder de Haen errichteten 1627 ein neues Haus, von dessen Bau noch heute ein Wappenstein und Maueranker in Form der entsprechende Jahreszahl künden. Nach Ende der Bauarbeiten erhielt das Anwesen erneut den Status eines Ritterguts.
Es blieb bis 1750 im Besitz der Familie, ehe es in jenem Jahr über die Erbtochter Maria Agnes Getrudis de Winckel kam. Diese war mit Joannes Godefridus (Eugenius) van Wevelinckhoven verheiratet und vermachte das Haus ihrer Tochter Maria Hendrina Catharina (also nicht ihrer gleichnamigen Tochter), Ehefrau des Freiherrn Lambert Leonard Jacobus van Splinter, die nach dem Tod der Mutter 1791 die Behandigung erhielt. Erbin des Anwesens war die Tochter Adelgunde, die Felix von Ruijs geheiratet hatte. Sie schenkte Ingenraedt ihrem Sohn Constantin anlässlich seiner Heirat am 19. Juli 1842 mit der aus Kleve stammenden Thekla Saedt. Constantin von Ruys war lange Zeit Bürgermeister von Wachtendonk, Wankum und Herongen. Seine Tochter Emerentia Antonia Felicitas Thekla brachte das Haus 1868 an ihren Ehemann, denn Freiherrn Rudolph Adolph Geyr von Schweppenburg. Das Paar lebte ab 1876 allerdings auf dem im gleichen Jahr erworbenen Haus Caen etwa zwei Kilometer nördlich von Ingenraedt. 1903 war das Haus erneut ein Hochzeitsgeschenk. Diesmal erhielt es Max Geyr von Schweppenburg, der in jenem Jahr die Gräfin Eugenie von Villers heiratete und gemeinsam mit seiner Frau auf Ingenraedt seinen Wohnsitz nahm. Er wohnte dort bis 1914.
Um 1930 erwarb der Freiherr von Büllingen-Wevelinghoven das Anwesen. Ab 1932 bewohnten seine Tochter Emilie und sein Schwiegersohn Rudolf Freiherr von Loë das Haus. Durch die im Widerstand gegen den Nationalsozialismus aktive Emilie wurde Ingenraedt zu einem Treffpunkt des katholischen Widerstands. Nach Ende des Zweiten Weltkriegs, während dem zahlreiche Bilder der stattlichen Ingenraedter Gemäldesammlung zerstört wurden, verbrachte der russische Maler Dimitri von Prokofieff als Gast der Loë seinen Lebensabend auf dem Anwesen. Jetziger Eigentümer von Haus Ingenraedt ist der Enkel des Paars.

## Beschreibung

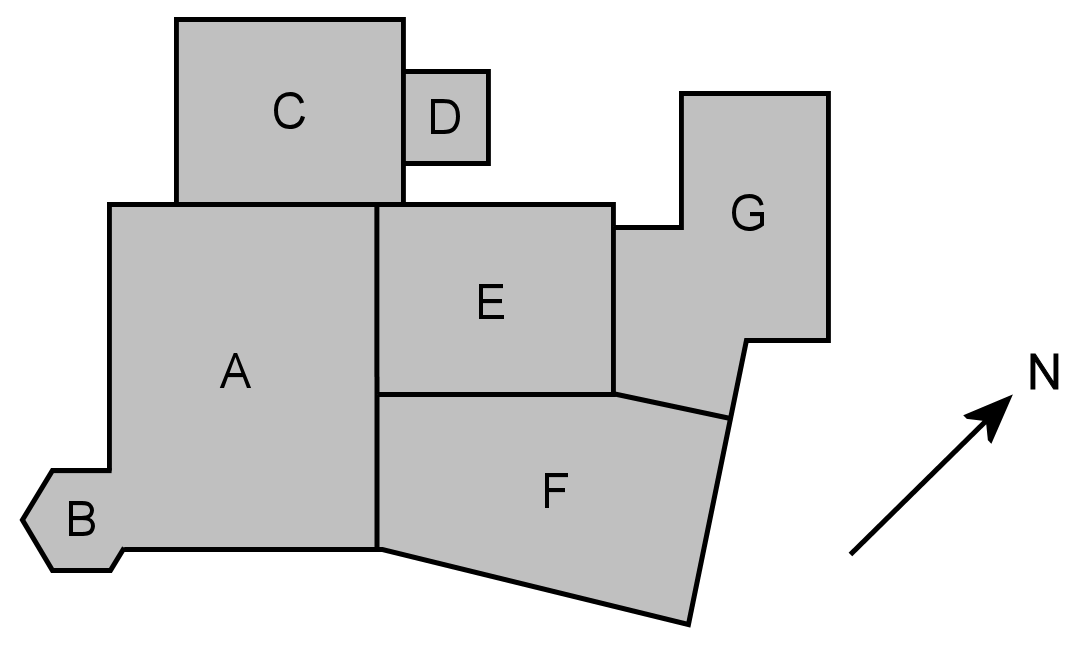
Schematischer Plan des Hauses Ingenraedt

Haus Ingenraedt ist eine Pfahlrostgründung, die durch mehrere Ausbauten zu einer fünfteiligen Anlage erweitert wurde. Gemeinsam mit einem ehemaligen Wirtschaftsgebäude steht das Haus auf einer etwa 115 × 85 Meter messenden Insel, die von einer Gräfte umschlossen ist. Sie liegt inmitten eines weitläufigen Landschaftsparks, der im 19. Jahrhundert angelegt worden ist und zu dessen Baumbestand neben einigen Exoten auch alte Lebensbäume und Blutbuchen gehören.
Ältester Teil des Schlosses ist ein zweiachsiges Wohnhaus (A) aus Backstein, das den südlichen Teil des heutigen Baukomplexes einnimmt. Die drei Fuß dicken Mauern seiner zwei Geschosse erheben sich auf einem 30×23 Fuß messenden Grundriss. An seiner Südecke steht ein fünfseitiger Turm (B) mit geschweifter Haube. Vom Baujahr 1627 künden das steinerne Wappen der Familie de Haen sowie Maueranker in Form dieser Jahreszahl. Sie finden sich am südlichen, leicht geschweiften Treppengiebel des Wohnhauses.
Nordöstlich schließt sich dem Wohnhaus ein Saalbau (C) aus späterer Zeit mit Staffelgiebel an seiner nordwestlichen Seite an. Diesem ist an seiner nordöstlichen Außenseite eine kleine Kapelle (D) angebaut. Im 18. Jahrhundert wurde dem Wohnhaus ein Osttrakt (E) angefügt, der mit einem dreiachsigen Erweiterungsflügel (F) aus der Zeit zwischen 1863 und 1891 heute unter einem gemeinsamen Dach vereint ist. Der Erweiterungsbau aus der zweiten Hälfte des 19. Jahrhunderts wurde 1902 aufgestockt und mit einem kleinen Türmchen an der Ostecke versehen. Ihm schließt sich an der Nordecke ein Anbau (G) aus dem Jahr 1910 an. Seine drei Geschosse boten zur Zeit der Errichtung Platz für eine Waschküche, ein Badezimmer sowie einen Vorratsraum.